# Sulo Vaattovaara
Sulo Vaattovaara, né le 18 juillet 1962 à Torshälla (Suède), est un footballeur suédois, qui évoluait au poste de défenseur à Gällivare SK, à Hammarby IF, à l'IFK Norrköping et à l'IF Sylvia ainsi qu'en équipe de Suède.
Vaattovaara n'a marqué aucun but lors de ses six sélections avec l'équipe de Suède entre 1988 et 1990. 

## Carrière
- 1980-1982 : Gällivare SK
- 1986-1987 : Hammarby IF
- 1988-1997 : IFK Norrköping
- 1998-1999 : IF Sylvia

## Palmarès

### En équipe nationale
- 6 sélections et 0 but avec l'équipe de Suède entre 1988 et 1990.

### Avec l'IFK Norrköping
- Vainqueur du Championnat de Suède de football en 1989.
- Vainqueur de la Coupe de Suède de football en 1988, 1991 et 1994.